# Hasjiesj

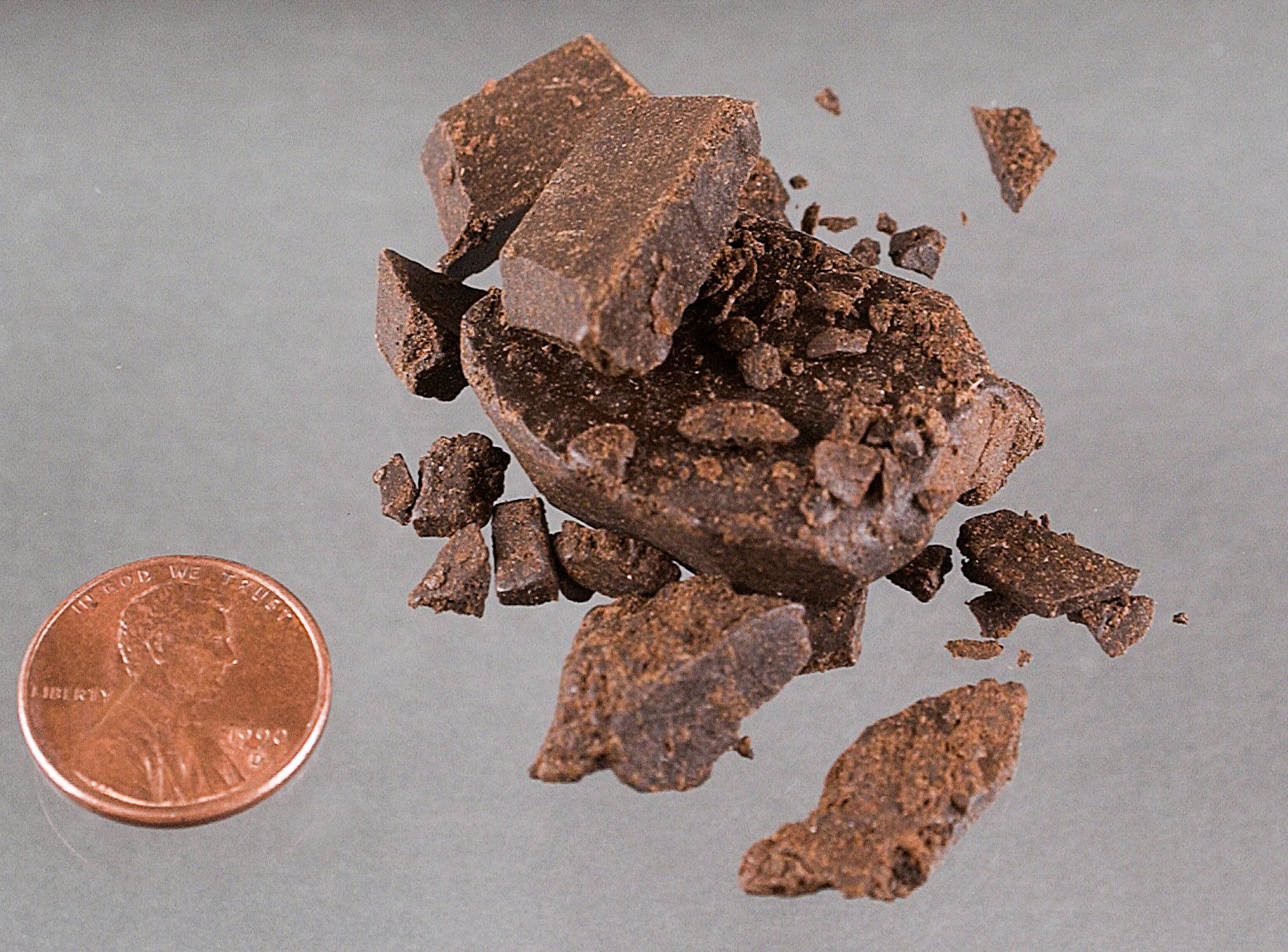
Hasj

Hasjiesj of hasj is een bewustzijnsveranderend middel dat na en/of tijdens het gebruik ervan verschillende effecten kan hebben. Men kan er "stoned" (sloom en verdoofd) van worden of "high" (men voelt zich minder geremd en de zintuigen lijken scherper te werken, het werkt dan geestverruimend en men heeft een ander besef van de tijd en de dingen om zich heen). Sommige gebruikers voelen zich ontspannen, dit kan zowel als men stoned of high is. Iemand die neerslachtig is en hasj gebruikt kan er nog neerslachtiger van worden. Hasj wordt tot de softdrugs gerekend en is de hars van de Cannabis sativa (eventueel gekruist met het fenotype Cannabis indica); de substantie kan variëren van bijna vloeibaar en olieachtig of kleiachtig tot zeer hard.

## Productie
Hasj wordt gemaakt van de trichomen (harskliertjes, klierharen) die op een vrouwelijke plant in de bloei over de bloemtoppen en sommige bladeren verspreid zitten. Deze trichomen kunnen op verschillende manieren gescheiden worden van de bladeren/bloemtoppen. Een veel voorkomende methode is met behulp van een zeef in de vorm van een centrifuge (pollinator). Gedroogde bloemtoppen worden in de zeef gestopt, waarna deze enkele uren ronddraait. Door het ronddraaien verkruimelen de droge bloemtoppen en laat de fijne zeef alleen de kleine trichomen door. Deze trichomen worden opgevangen in een bak die zich onder de zeef bevindt.
In principe is het poeder dat overblijft al klaar om te roken. Omdat dit poeder niet gemakkelijk te vervoeren, te verwerken en te roken is, wordt het vaak samengeperst. Zo blijft er uiteindelijk een blokje echte hasjiesj over.

## Consumptie

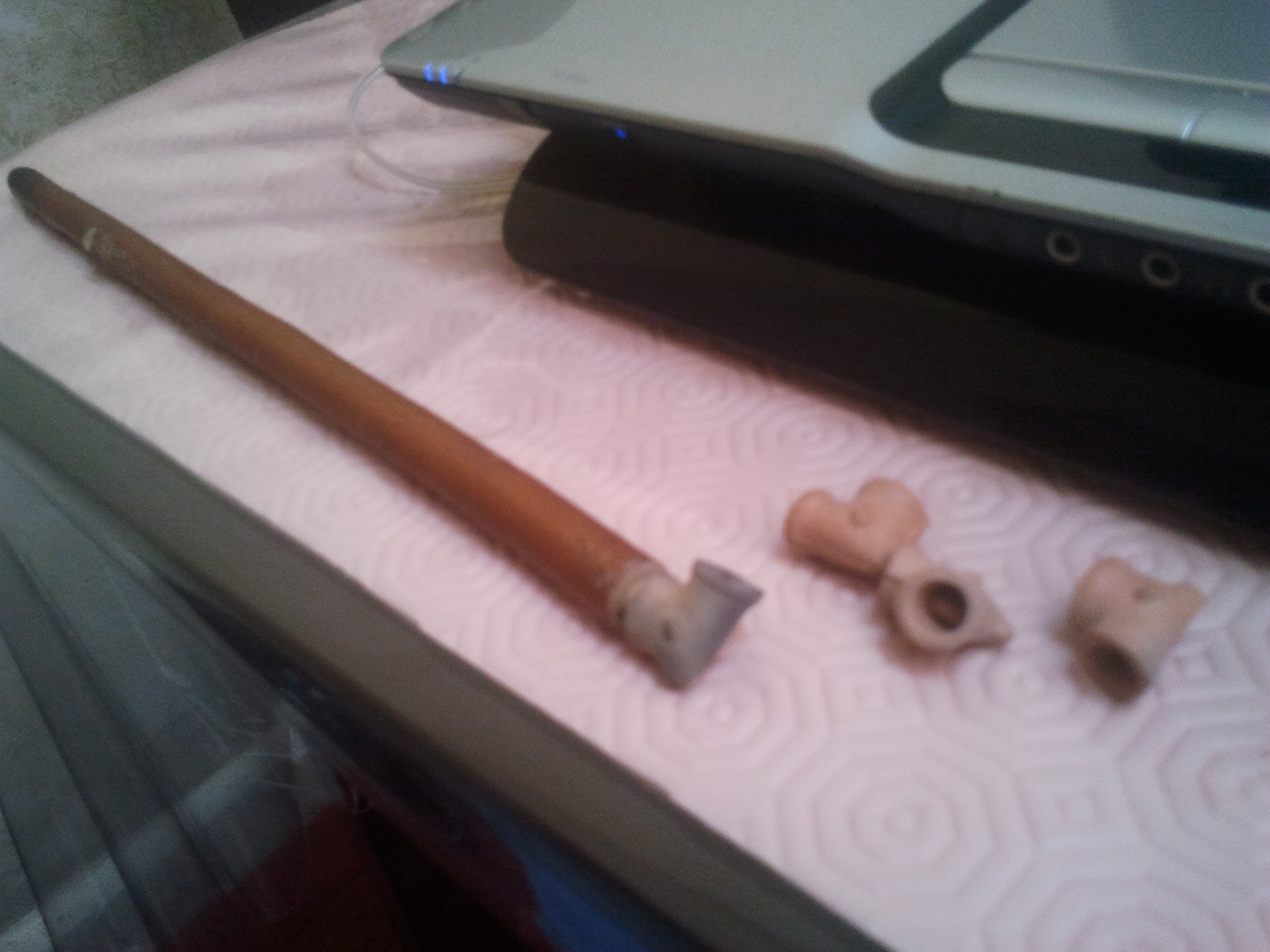
Sebsi (Maroc)

Hasj is een drug die doorgaans gerookt wordt, maar wordt ook in eetwaren zoals cake, pannenkoeken, boter of lolly's verwerkt en gegeten. Dat is mogelijk omdat de werkzame stof, THC oplosbaar is in vetten, zoals boter of melk. Doordat het een zachte stof is, is het ook makkelijk te verkruimelen en vervolgens (meestal samen met tabak) in een vloeitje te rollen. Ook wordt het wel puur in een pijp gerookt of in een bong, een simpele waterpijp, die gemakkelijk zelf te maken is.

## Etymologie
Het woord hasjiesj komt van het Arabische (حشيش) woord voor gras, hooi, droog kruid, van hashsha "het werd droog".
Er zou een verband bestaan met een sekte van koelbloedige krijgers die hasj zouden hebben gebruikt om in een roes te komen voor ze hun overvallen pleegden. De leden van deze stam noemden zichzelf Fedajien, maar zij werden de Hasjhashin (Assassijnen) genoemd, Arabisch voor "hasjeters". Volgens de verhalen konden zij hun zelfbewustzijn zelfs zodanig onderdrukken met de hasj dat ze zich zonder aarzelen van torens konden storten. Overigens wordt dit verhaal als een mythe beschouwd, volgens sommige historici was hasjeters een vrij willekeurige scheldnaam waarmee deze sekte door tegenstanders spottend werd aangeduid. Volgens de Libanese schrijver Amin Maalouf was het een verbastering van "Asasiyun", mensen die trouw waren aan de Asās, het "fundament" van het geloof.
Het Engelse en Franse assassin en het Italiaanse woord assassino (sluipmoordenaar) kregen in de Middeleeuwen al hun huidige betekenis en waren afgeleid van de naam van de Assassijnen. De Europeanen hebben de naam vermoedelijk overgenomen in de tijd van de kruistochten.

## Kwaliteit
Het gehalte aan tetrahydrocannabinol (THC) van hasj varieert van bijna geen tot wel 90%. Hasj kan ook aanzienlijke hoeveelheden CBD, CBN en andere cannabinoïden bevatten. De geur is de belangrijkste en duidelijkste indicator van goede hasj. Hoogwaardige hasj ruikt sterk en aromatisch. Hasj van slechte kwaliteit heeft soms een opvallend schimmelig of muf aroma. Als de binnenkant heldergroen is, betekent dat soms dat er ook plantenresten in zitten. Dat soort hasj kan het best vermeden worden. Onder goede kwaliteit vallen ook zaken die niet direct te zien of te ruiken zijn. Als de kwaliteit goed is, gaat de hasj direct bubbelen als hij aangestoken wordt. Goede hasj geeft een heldere vlam en verbrandt vrij gemakkelijk. Als de hasj zwart is na deze test, wijst dit mogelijk op verontreinigingen. Als de hasj niet bubbelt, is dit wellicht een teken van een vervuild product van slechte kwaliteit. Als het te snel bubbelt, zijn er oliën aan toegevoegd. Sommige producenten voegen olie toe aan hun hasj om een inferieur product te verdoezelen.

## Trivia
In verdovende middelen gespecialiseerde speurhonden van het Team Specialistische Honden van het Korps landelijke politiediensten worden vaak hasjhond genoemd.